# Fanerozoik
Fanerozoik (ang. Phanerozoic z gr. φανερός widoczny i ζωή życie)
- w sensie geochronologicznym – najmłodszy eon w dziejach Ziemi. Trwa od 542,0 ± 1,0 milionów lat temu do dziś. Fanerozoik dzieli się na trzy ery: paleozoik, mezozoik i kenozoik[1].

- w sensie chronostratygraficznym – najwyższy eonotem, dzielący się na trzy eratemy: paleozoik, mezozoik i kenozoik.

Skały osadowe, powstałe w czasie trwania fanerozoiku, zawierają bogate i bardzo liczne skamieniałości w postaci szczątków twardych i bioturbacji.